# آشپزی بحرینی

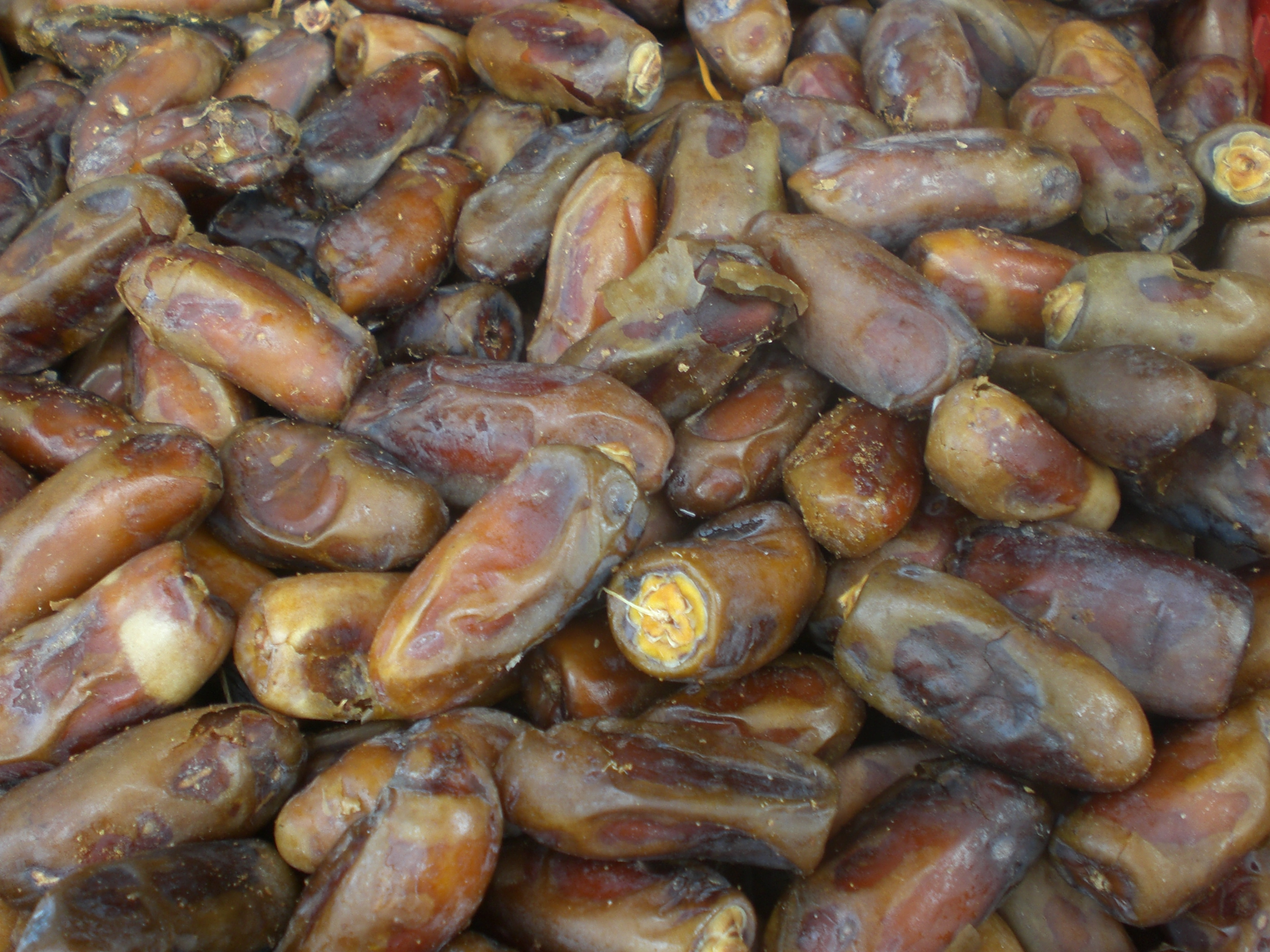
خرمای خشک

آشپزی بحرین شامل غذاهایی مانند بریانی، هریسه، خبیسه، مچبوس، مهیاوه، قوزی و زلابیا است. قهوه عربی (قهوه) نوشیدنی ملی این کشور است.
بحرین یک دولت جزیره‌ای کوچک در نزدیکی سواحل غربی خلیج فارس است. بسیاری از غذاهای بحرین ترکیبی از آشپزی عربی، ایرانی (ملی، بلوچی و آچومی)، هندی، آفریقایی، خاور دور و اروپایی است که به دلیل تأثیر جوامع مختلفی که در آنجا حضور دارند، شکل گرفته است. بحرین از زمان‌های باستان یک بندر مهم و تقاطع تجاری بوده است.

## خوراک‌ها

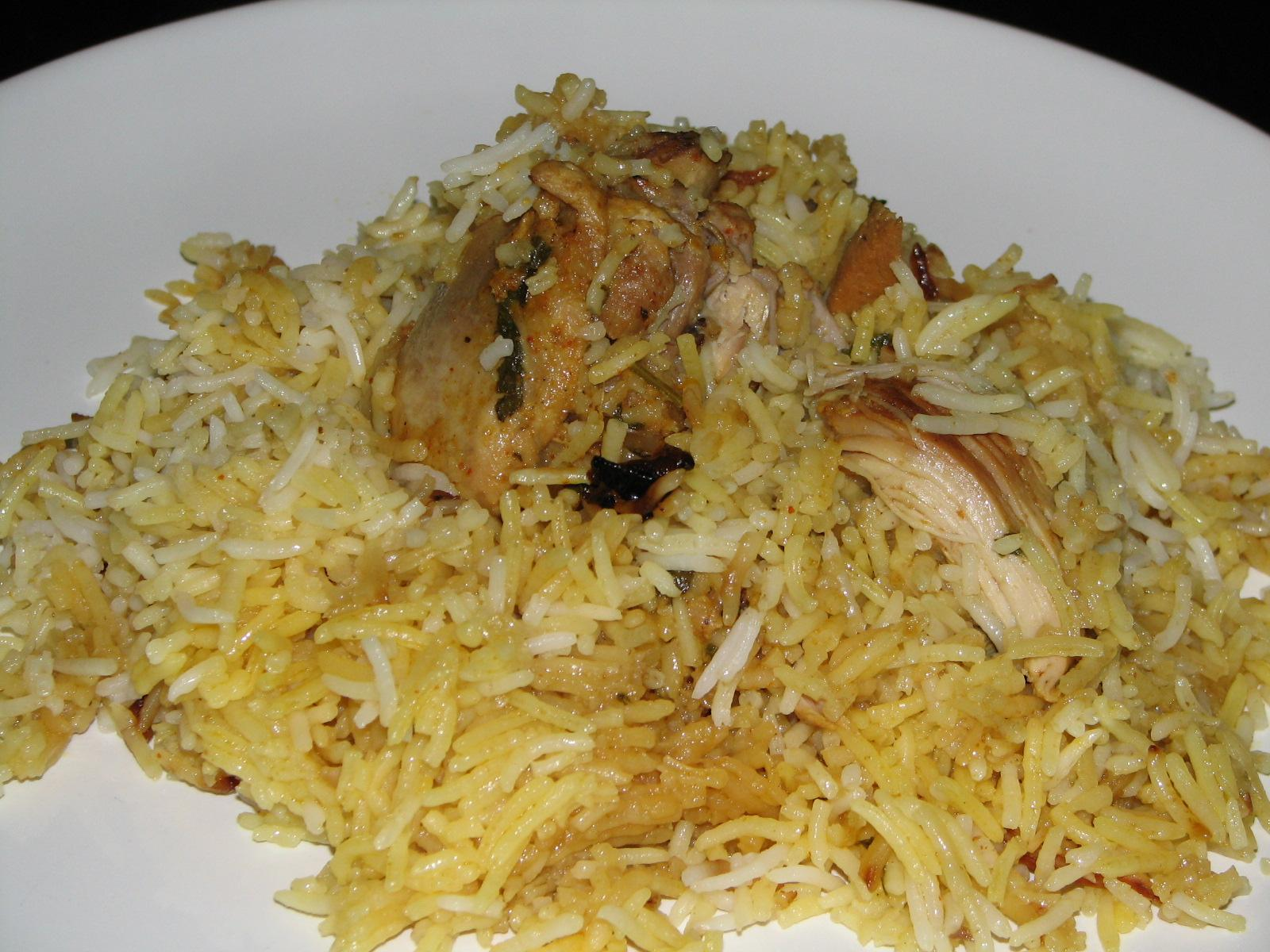
بریانی با مرغ

برخی از غذاهای رایج تهیه شده در خانه‌های بحرینی عبارتند از:
- مسلی (عربی: المصلي‎) – برنج پخته شده با مرغ، گوشت، ماهی یا میگو که مواد مستقیماً در قابلمه پخته می‌شوند.
- بریانی (عربی: برياني‎) – یک غذای بسیار رایج که شامل برنج پرادویه پخته شده با مرغ یا گوشت بره است و اصالتاً از شبه‌قاره هند می‌آید.[۱]
- فی قاعته (عربی: في قاعته‎) یا تحت العیش (عربی: تحت العيش‎) – برنج سفید پخته شده با گوجه‌فرنگی، سیب‌زمینی و بادمجان در ته قابلمه.
- هریس (عربی: هريس‎) – گندم پخته شده با گوشت که سپس له می‌شود و معمولاً با شکر دارچینی تزئین می‌شود.
- جریش (یریش) (عربی: جريش‎) – مخلوطی از گندم پخته شده با مرغ یا گوشت بره، گوجه‌فرنگی و برخی ادویه‌جات.
- مچبوس (عربی: مجبوس‎) – غذایی که با گوشت گوسفند، مرغ یا ماهی تهیه می‌شود و بر روی برنج معطر پخته شده در آب‌گوشت پرادویه سرو می‌شود.[۱]
- مهیاوه (عربی: مهياوة‎) – سس ماهی ترش.
- مموش (عربی: مموش‎) – برنج پخته شده با عدس سبز که می‌تواند با میگو خشک تزئین شود.
- محمر (عربی: محمر‎) – غذایی از برنج محلی با خرما یا شکر که یکی از متمایزترین غذاهای برنجی در بحرین است و همیشه با ماهی سرخ شده، به ویژه ماهی‌های توری بحرین سرو می‌شود.
- قوزی (غوزی) (عربی: قوزي أو غوزي‎) – غذایی بحرینی شامل یک بره کبابی که با برنج، گوشت، تخم‌مرغ و سایر مواد پر شده است.
- فلافل (عربی: فلافل‎) – غذایی شامل باقلا سرخ شده که به صورت توپ‌های سرخ شده در ساندویچ‌ها با سبزیجات سرو می‌شود.
- المدلل (عربی: المدلل‎) – برنج پخته شده با گیاهان و مخلوط با تکه‌های کوچک مرغ که سپس نوع خاصی از کره که به‌طور ویژه برای این غذا تهیه شده است، اضافه می‌شود.
- ملگوم – غذایی از شاورما که در نان چپاتی یا پاراتا با پنیر، سیب‌زمینی سرخ شده و انواع سس‌ها سرو می‌شود.
- فول (عربی: فول‎) – خورشتی از باقلا پخته شده که با روغن زیتون، زیره و به‌طور اختیاری با جعفری خرد شده، سیر، پیاز، آب لیمو، فلفل تند و سایر سبزیجات، گیاهان و ادویه‌ها سرو می‌شود.

## دسرها
- غریبه (عربی: الغريبة‎) – کلوچه‌های شکننده تهیه شده از آرد، کره، شکر پودری و هل که معمولاً با قهوه عربی سرو می‌شوند.
- قرص الطابی - غذایی تهیه شده از آرد، تخم‌مرغ و هل آسیاب شده که به صورت خمیر بر روی سطح داغ گرم می‌شود.
- خبیسه (عربی: الخبيص‎) – غذایی شیرین تهیه شده از آرد و روغن.
- قیمات (عربی: قيمات‎) یا لقیمات – توپک‌های سرخ شده خمیری شیرین که در شربت زعفرانی (شکر، لیمو و زعفران) یا عسل یا شیره خرما غوطه‌ور می‌شوند.
- خنفروش (عربی: خنفروش‎) – دسر سرخ شده محبوبی که با شیره یا شیر تهیه می‌شود و معمولاً در صبحانه با چای یا قهوه سرو می‌شود.
- زلابیا (عربی: زلابية‎) – خمیر سرخ شده که در شربت (شکر، لیموترش و زعفران) غوطه‌ور شده و شکلی پیچ‌خورده و متمایز دارد.

## نوشیدنی‌های رایج بحرین
قهوه نوشیدنی ملی است در حالی که چای، به ویژه کرک، برای مهمان‌نوازی نوشیده می‌شود. از دیگر نوشیدنی‌های محبوب می‌توان به لبان (نوعی دوغ شور)، نوشیدنی‌های ماستی، شربت (نوشیدنی‌های شیرین) مانند شربت گل سرخ یا گلاب با شیر و نوشابه‌ها اشاره کرد.
بحرین به دلیل محدودیت زمین، تنها مقدار کمی از نیازهای غذایی خود را تولید می‌کند و بخش عمده‌ای از مواد غذایی خود را وارد می‌کند.